# Parc national de la chaîne de Stirling
Le parc national de la chaîne de Stirling (anglais : Stirling Range National Park) est un parc national australien dans la région du Great Southern en Australie-Occidentale, à environ 377 km au sud-est de Perth et à 90 km au nord d'Albany. Il est créé en 1957.

## Site et situation
Le parc abrite la chaîne de Stirling, une chaîne de montagnes et de collines de plus de 60 km de long étendue d'est en ouest, à l'est de la route entre Mount Barker et Cranbrook. Les sites les plus notables du parc comprennent Toolbrunup, Knoll Bluff (le plus haut sommet de la région sud-ouest) et une silhouette appelée « la princesse endormie » qui est visible depuis la chaîne Porongurup.

## Tourisme
Les activités récréatives populaires dans le parc sont la randonnée, la descente en rappel et le vol à voile. Le camping n'est pas autorisé dans les limites du parc.